# Boucanière
Une boucanière ou boucanerie est une usine où l'on fume le poisson, en particulier le hareng. Il y en a beaucoup dans la région de Cap-Pelé, au Canada. Le mot provient de boucane, fumée en Français acadien.